# ナーシルッディーン・ヌスラト・シャー
ナーシルッディーン・ヌスラト・シャー（Nasir-ud-Din Nusrat Shah, 生年不詳 - 1398年）は、北インドのデリー・スルターン朝、トゥグルク朝の対立君主（在位：1394年 - 1398年）。第4代君主のギヤースッディーン・トゥグルク2世の弟にあたる。

## 生涯
1394年、トゥグルク朝の君主アラー・ウッディーン・シカンダル・シャーが死亡し、弟のナーシルッディーン・マフムード・シャーが継承した。
だが、これに反対する貴族らはマフムード・シャーの甥ナーシルッディーン・ヌスラト・シャーを擁立し、宮廷は二分されるところとなった。マフムード・シャーはデリーを、ヌスラト・シャーはフィールーザーバードをそれぞれ支配し、争いを繰り広げた。
1398年、ヌスラト・シャーはティムールのインド侵略のあった年に死亡している。